# Alien vs. Predator (arkadspel)
Alien vs. Predator (1994) är titeln på ett arkadspel utvecklat och utgivet av det japanska företaget Capcom. Beroende på version kan i vissa fall upp till tre spelare spela samtidigt.